# シャイニング・ナウ!
オール・スター・ショー『シャイニング・ナウ!』は宝塚歌劇団によって制作された作品。20場。全組合同公演。公演期間は1972年12月2日から12月12日まで。宝塚大劇場公演。併演は『ミルテの花』。参考資料は60年史別冊。

## スタッフ
- 作・演出：横澤秀雄
- 作曲・編曲：高井良純・中井光晴・入江薫・中野潤二
- 音楽指揮・歌唱指導・合唱指導：橋本和明
- 振付：岡正躬・喜多弘・司このみ・内田喜隆
- 装置：石浜日出雄
- 衣装：静間潮太郎
- 照明：棚橋守
- 小道具：上田特市
- 効果：川ノ上智洋
- 音響監督：松永浩志
- 演出助手：村上信夫・三木章雄
- 制作：小辻糺

## 主な出演者
- 真帆志ぶき
- 笹潤子

- 甲にしき
- 水はやみ
- 瀬戸内美八

- 古城都
- 初風諄
- 千草美景
- 大滝子
- 榛名由梨
- 叶八千矛
- 麻生薫
- 麗美花
- 小松美保

- 汀夏子
- 高宮沙千
- 景千舟
- 摩耶明美
- 順みつき

- 鳳蘭
- 大原ますみ
- 安奈淳